# Тисаагтелек
Тисаагтелек, до 1991 року Тисянка (угор. Tiszaágtelek, словац. Agovo) — село в Україні, в Ужгородському районі Закарпатської області, центр сільської ради. Населення становить 684 особи (станом на 2001 рік). Село розташоване на півдні Ужгородського району, за 14,0 кілометра від районного центру.

## Назва
Колишні назви населеного пункту — село «Тисянка», «Тисаактелек».

## Географія
Село Тисаагтелек лежить за 14,0 км на південь від районного центру, фізична відстань до Києва — 615,7 км.

## Політика

### Парламентські вибори, 2019
На позачергових парламентських виборах 2019 року у селі функціонувала окрема виборча дільниця № 210602, розташована у приміщенні клубу.
Результати
- зареєстровано 520 виборців, явка 41,92%, найбільше голосів віддано за «Слугу народу» — 45,77%, за «Силу і честь» — 12,94%, за «Опозиційну платформу — За життя» — 11,94%.[5] В одномандатному окрузі найбільше голосів отримав Йосип Борто (самовисування) — 70,09%, за Андрія Андріїва (самовисування) — 11,21%, за Михайла Фединця (Єдиний Центр) — 5,61%[6].

## Населення
Станом на 1989 рік у селі проживало 636 осіб, серед них — 307 чоловіків і 329 жінок.
За даними перепису населення 2001 року у селі проживало 684 особи. Рідною мовою назвали:
| Мова       | Кількість осіб | Відсоток |
| ---------- | -------------- | -------- |
| угорська   | 673            | 98,39%   |
| українська | 10             | 1,46%    |
| російська  | 1              | 0,15%    |

## Туристичні місця
- реформатський храм 1872 рік
- озера